# Idea de negocio

El personaje se diceː «¡Tengo una ideaǃ Si es buena... ¡me dará dineroǃ» Una persona que tiene una buena idea de negocio se comporta de manera similar.

Una idea de negocio es el conjunto de producto o servicio que se quiere ofrecer en el mercado, la forma en que se conseguirán clientes y la manera en que se obtendrá el beneficio. Tener una buena idea de negocio es el primer paso en el proceso de crear una empresa exitosa. También puede ser muy favorable para empresas ya existentes.
En una idea de negocio viable los clientes no tienen necesariamente que pagar por el servicio que reciben; la empresa puede obtener ingresos de otra manera. Por ejemplo, Google (Alphabet) o Facebook (Meta) ofrecen servicios gratuitos y sin embargo son compañías muy rentables.
Tener una idea de negocio puede definirse como la toma de conciencia por parte de una persona de una posibilidad de ganar dinero ofreciendo un producto o servicio. Si esa persona quiere llevar la idea a la práctica, la plasmará en documentos con texto y gráficos, realizará estudios de mercado, tratará de convencer a otras personas, buscará financiación, proveedores, locales, equipo, empleados, etc.  
Las características de una idea de negocio prometedora son:
- factible
- dirigida a un grupo específico de clientes, pensada para satisfacer sus necesidades o deseos y adaptada a sus comportamientos y hábitos[4]
- innovadora
- claramente diferenciada de bienes (productos o servicios) análogos que ya existan en el mismo mercado
- ventajosa en algún aspecto (entregas más rápidas, mayor calidad, precio inferior, etc.) que haga que los consumidores prefieran un bien basado en ella
- resuelve un problema frecuente o satisface una necesidad extendida
- rentable
- comprensible y sencilla
- oportunaː por ejemplo, responde rápidamente a una nueva necesidad surgida, o bien satisface plenamente un deseo que bienes existentes colmaban solo a medias
- escalableː[4] si los consumidores crecen, debe ser fácil satisfacerlos
- sostenibleː[4] debe utilizar recursos abundantes y no consumirlos a un ritmo mayor del que se reponen

Una idea de negocio suele estar vinculada a su creador, quien necesita identificar la propuesta de valor del negocio para poder lanzarla al mercado y establecer una ventaja competitiva.

## Idea de negocio e innovación
La innovación es la creación de un producto o servicio novedoso y útil. Tiene mucha relación con la idea de negocio y la investigación. Una idea de negocio llevada a la práctica tras estudios, prototipos y pruebas puede resultar en innovación, por ejemplo una pantalla táctil que utilice grafeno. Sin embargo, ideas de negocio válidas que han dado lugar a empresas muy rentables no se basan necesariamente en ofrecer un bien innovador (por ejemplo Zara, que son simples tiendas de ropa), sino en innovar en algún punto de las cadenas de producción o distribución.
Para las empresas, innovación puede significar: crear nuevas ideas, desarrollar nuevos productos a través de la investigación o mejorar los servicios existentes. La innovación puede ser el eje de una empresa y ayudarla a crecer y convertirse en líder del mercado si ejecuta sus ideas correctamente. Las empresas que se centran en la innovación suelen ser más eficientes, rentables y productivas. La innovación exitosa debe integrarse en la estrategia empresarial, donde se puede crear una cultura de la innovación e impulsar la resolución creativa de problemas. 

## Ejemplos de innovación
- Apple era una empresa de 2 000 millones de dólares en 1997. En 2015 había pasado a valer 700 000 millones de dólares  como resultado de la innovación que produjo los novedosos aparatos Macbook, iPod, iPad y iPhone.[6]
- Tesla construyó un automóvil eléctrico con una estética y eficiencia por encima de otros del mercado, lo que ha ayudado a que la compañía obtenga una capitalización de mercado de 33 000 millones de dólares, con ingresos que aumentaron un 54 % desde 2014.[7]
- Uber se fundó en 2009 y se convirtió en una empresa de 50 000 millones de dólares en sólo 6 años, con su idea simple, pero inusual, de tomar un taxi con solo presionar un botón, lo que ha revolucionado la forma de desplazarse en taxi.[8]

## Propuesta única de venta
Una razón (en inglés point) de venta única (USP por sus siglas en inglés) es el factor que hace que una empresa o producto se destaque de sus competidores, ya sea por precio, calidad, servicio al cliente o innovación.
Cada empresa exitosa tiene una USP. Se puede crear siendo la primera en un mercado; por ejemplo, Uber fue la primera empresa en permitir la llamada de taxis a través de una aplicación móvil. Como Uber había llegado primero a este mercado, tenía una USP y, por lo tanto, consiguió numerosos clientes. Sin embargo, ante una competencia feroz que copia su el modelo de negocio, Uber ha tenido que desarrollar su servicio a través de la innovación.

## Resolución de problemas
Las ideas de negocio que resuelven problemas son fundamentales para que el mundo avance. Curemark es una de las muchas empresas centradas en resolver un problema. La fundó Joan Fallon, quien notó que muchos de los niños autistas que trataba tenían niveles bajos de una enzima para procesar proteínas. Dejó a su trabajo y creó Curemark, que ya ha recaudado 50 millones de dólares y ha obtenido la aprobación de la Administración de Alimentos y Medicamentos de Estados Unidos (FDA por sus siglas en inglés) para un medicamento que aporta mayores niveles de esta enzima.

## Rentabilidad
La rentabilidad es la capacidad de una empresa para generar ganancias en comparación con sus costos durante un período de tiempo determinado. Este es posiblemente el aspecto a largo plazo más importante de cualquier idea de negocio, ya que es lo que hace que una empresa. Una buena idea de negocio necesariamente debe ser rentable, pero no necesariamente de forma inmediataː numerosas empresas tecnológicas han tenido pérdidas durante varios ejercicios hasta alcanzar la rentabilidad. Otras todavía no la han alcanzado, pero los inversores siguen confiando en ellas.

### Empresas de alto valor que sufren pérdidas
- Snapchat está valorada en 10 000 millones de dólares[17] a pesar de tener pérdidas, debido al potencial de monetización que tiene basado en los 100 millones de usuarios diarios de la aplicación.[18]
- Uber está valorada en 50 000 millones de dólares y está teniendo una pérdida operativa de 417 millones de dólares anuales. Pese a ello los inversores todavía están dispuestos a ofrecer grandes cantidades de dinero para financiar la empresa, debido al potencial que le ven a largo plazo.[19]